# Kévin Cabral
Kévin Cabral (Párizs, 1999. július 10. –) francia labdarúgó, az amerikai Colorado Rapids csatárja.

## Pályafutása
Cabral Franciaország fővárosában, Párizsban született. Az ifjúsági pályafutását a helyi PSG csapatában kezdte, majd a Valenciennes akadémiájánál folytatta.
2019-ben mutatkozott be a Valenciennes másodosztályban szereplő felnőtt keretében. 2021-ben az észak-amerikai első osztályban érdekelt LA Galaxyhoz igazolt. 2022. december 8-án négyéves szerződést kötött a Colorado Rapids együttesével. Először a 2023. február 27-ei, Seattle Sounders ellen 4–0-ra elvesztett mérkőzés 71. percében, Michael Barrios cseréjeként lépett pályára. Első gólját 2023. március 26-án, az Austin ellen idegenben 1–1-es döntetlennel zárult találkozón szerezte meg.

## Statisztikák
2023. június 25. szerint
| Klub            | Szezon   | Osztály  | Bajnokság | Bajnokság | Kupa  | Kupa | Nemzetközi | Nemzetközi | Összesen | Összesen |
| Klub            | Szezon   | Osztály  | Meccs     | Gól       | Meccs | Gól  | Meccs      | Gól        | Meccs    | Gól      |
| --------------- | -------- | -------- | --------- | --------- | ----- | ---- | ---------- | ---------- | -------- | -------- |
| Valenciennes    | 2018–19  | Ligue 2  | 13        | 2         | 0     | 0    | —          | —          | 13       | 2        |
| Valenciennes    | 2019–20  | Ligue 2  | 22        | 1         | 2     | 0    | —          | —          | 24       | 1        |
| Valenciennes    | 2020–21  | Ligue 2  | 29        | 7         | 3     | 3    | —          | —          | 32       | 10       |
| Valenciennes    | Összesen | Összesen | 64        | 10        | 5     | 3    | 0          | 0          | 69       | 13       |
| LA Galaxy       | 2021     | MLS      | 28        | 5         | 0     | 0    | —          | —          | 28       | 5        |
| LA Galaxy       | 2022     | MLS      | 35        | 1         | 4     | 2    | 1          | 0          | 40       | 3        |
| LA Galaxy       | Összesen | Összesen | 63        | 6         | 4     | 2    | 1          | 0          | 68       | 8        |
| Colorado Rapids | 2023     | MLS      | 17        | 2         | 3     | 0    | —          | —          | 20       | 2        |
| Összesen        | Összesen | Összesen | 144       | 18        | 12    | 5    | 1          | 0          | 157      | 23       |